# Ка деј Дуки (Ређо Емилија)
Ка деј Дуки је насеље у Италији у округу Ређо Емилија, региону Емилија-Ромања.
Према процени из 2011. у насељу је живело 51 становника. Насеље се налази на надморској висини од 156 м.